# Marcus Agius
Marcus Ambrose Paul Agius' (/ˈeɪdʒəs/; sinh 22 tháng 7 năm 1946) là một nhà tài chính và nhóm cựu chủ tịch của công ty Barclays tại Vương quốc Anh. Ông hiện đang làm việc tại BBC's new với vai trò giám đốc

## Cuộc đời
Marcus Agius sinh ngày 22 tháng 7 năm 1946, là con trai của Ena Eleanora và Trung tá Alfred Victor Louis Benedict Agius. Ông là người gốc Maltese và được đào tạo tại trường Cao đẳng St George, Weybridge. Ông có bằng cấp ngành khoa học cơ khí và các ngành kinh tế tại Trinity Hall, Cambridge, và bằng MBA từ trường Đại học kinh doanh Havard.
Năm 2010, The Tablet đưa tên ông là một trong những người Công giáo La Mã có ảnh hưởng nhất nước Anh.

## Thành viên hội đồng quản trị
Ngày 1 tháng 12 năm 2006, ông là giám đốc không-điều hành trong Ban chấp hành của BBC's new. Agius là người được ủy thác từ Royal Botanic Gardens, Kew và là Chủ tịch của Kew Foundation 